# کندا، آنگولا
کندا (به انگلیسی: Conda) شهری در استان کوانزای جنوبی واقع در کشور آنگولا است که در سال ۲۰۰۹ میلادی ۷٬۳۱۵ نفر جمعیت داشته است.